# جمعه‌یری
جمعه‌یری (به ترکی استانبولی: Cumayeri) یک منطقهٔ مسکونی در ترکیه است که در استان دوزجه واقع شده‌است.